# Basin (Montana)
Basin es un lugar designado por el censo ubicado en el condado de Jefferson en el estado estadounidense de Montana. En el Censo de 2010 tenía una población de 212 habitantes y una densidad poblacional de 6,42 personas por km².

## Geografía
Basin se encuentra ubicado en las coordenadas 46°17′0″N 112°17′14″O / 46.28333, -112.28722. Según la Oficina del Censo de los Estados Unidos, Basin tiene una superficie total de 33 km², de la cual 33 km² corresponden a tierra firme y (0%) 0 km² es agua.

## Demografía
Según el censo de 2010, había 212 personas residiendo en Basin. La densidad de población era de 6,42 hab./km². De los 212 habitantes, Basin estaba compuesto por el 94.34% blancos, el 0.47% eran afroamericanos, el 0.94% eran amerindios, el 0.47% eran asiáticos, el 0% eran isleños del Pacífico, el 0% eran de otras razas y el 3.77% pertenecían a dos o más razas. Del total de la población el 1.89% eran hispanos o latinos de cualquier raza.